# Skovsgaard Mølle- og Bagerimuseum
Skovsgaard Mølle- og Bagerimuseum er et museum i Esholte omkring 12 km syd for Slagelse. Museet er indrettet i et gammelt bageri fra 1851, og omhandler bageri og bagværk fra omkring 1900 frem til 2000. Bageriet fungerede oprindeligt frem til 1971, og i 1990 begyndte man at indsamle effekter relateret til bagerfaget. Udstillingen tæller over 500 genstande fra hele landet. Genstandene inkluderer håndværktøj, maskiner, brødvogne og kaner og andre ting med tilknytning til bagerier og konditorier. Derudover findes en rekonstruktion af Vemmetofte Klosters bageri fra 1880.